# Sicko Heldoorn
Klaas Sikko (Sicko) Heldoorn (né à Sneek, le 6 septembre 1956) est un homme politique du PvdA et élu maire, de 2018 à 2019 de la commune de Huizen.

## Biographie
Sicko Heldoorn a étudié la sociologie à la sous-faculté Leeuwarden de l'Université de Groningue. 
Il était membre du conseil du ministère du Travail. Il est ensuite désigné membre du conseil régional du parti travailliste néerlandais PvdA. En 1987, il est membre du Conseil provincial de Frise en plus de son travail en tant que consultant de la Maison Fondation en Frise. Deux ans plus tard, il est élu Président du PvdA. 
En 1992, il a été élu membre de la Députation Provinciale de la Frise. En 2002 Sicko Heldoorn a été élu maire d'Opsterland. La même année, il est nommé, par les clubs nautiques de la ville de Leeuwarden "Les Mouettes" et "Les LWS", comme "Marin de l'année, pour son engagement à la politique de dragage des voies navigables frisonnes". 
De 2002 à 2010, il a également été président de l'association des pêcheurs professionnels. En mars 2012, Sicko Heldoorn a été nommé président de l'Association professionnelle des Chartervaart BBZ. En 2007, il quitte le conseil municipal et son siège de maire de la commune d'Opsterland pour devenir maire de la commune d'Assen. Le 11 avril 2013, le conseil municipal nouvellement élu d'Assen ne lui renouvelle pas l'investiture pour un nouveau mandat de maire. En janvier 2014, il devient maire de la commune de Dantumadiel.